# Robert Atzorn
Robert Atzorn (Bad Polzin, 2 febbraio 1945) è un attore tedesco, attivo principalmente in campo televisivo e teatrale.

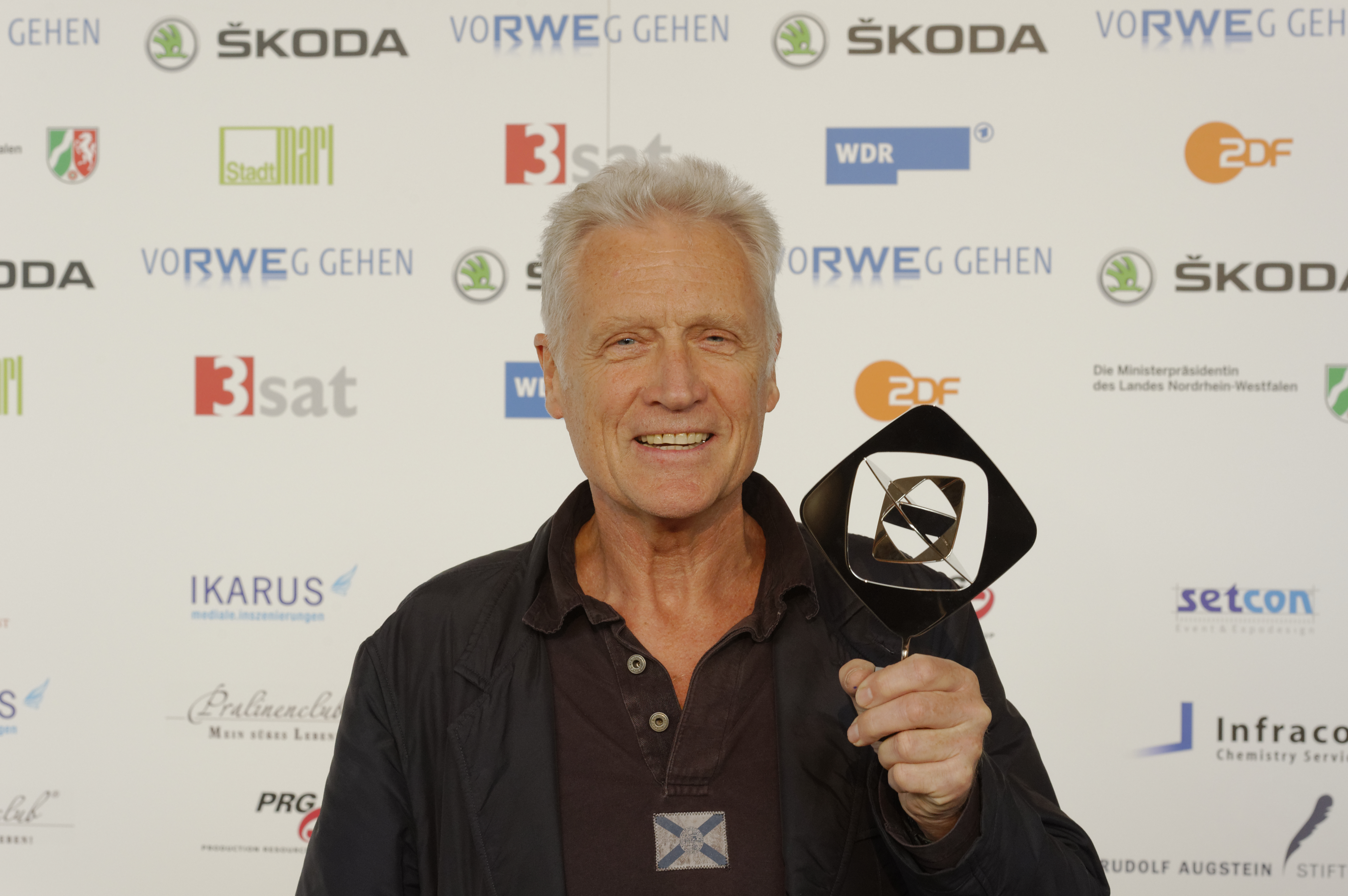
Robert Atzorn ai premi Adolf Grimme nel 2013.

Tra grande e - soprattutto - piccolo schermo, ha partecipato ad una novantina di differenti produzioni, a partire dall'inizio degli anni ottanta.
Tra i suoi ruoli principali, figurano, tra l'altro, quello di Peter Egermann nel film TV Un mondo di marionette (1980), quello del commissario Jan Casstorff nella serie televisiva Tatort (1985-2010), quello di Yves Klein nella serie televisiva Stahlkammer Zürich (1987), quello di padre Wiegandt nella serie televisiva Oh Gott, Herr Pfarrer (1988), quello del dottor Markus Paul Specht nella serie televisiva Buongiorno professore! (1991-1999), quello di Frak Coswig nel film TV Coswig und Sohn (1995), quello del professor Brenner nel ciclo di film TV Engel der Gerechtigkeit (2011-...), quello di Wolfgang Daschner nel film TV Der Fall Jakob von Metzler, ecc. È inoltre un volto noto al pubblico per essere apparso in vari episodi della serie televisiva L'ispettore Derrick.
È il marito dell'attrice Angelika Hartung.

## Filmografia parziale

### Cinema
- Wie hätten Sie's denn gern? (1983) - ruolo: Olaf
- Morgen in Alabama, regia di Norbert Kückelmann (1984)
- Kolping (1986)
- Dottor Korczak, regia di Andrzej Wajda (1990)
- Stilles Tal (2011)

### Televisione
- Un mondo di marionette – film TV (1980)
- L'ispettore Derrick - serie TV, episodio 08x07, regia di Alfred Vohrer (1981)
- L'ispettore Derrick - serie TV, episodio 08x10-09x06 (1981-1982)
- Stella – film TV (1982)
- Krimistunde – serie TV (1982)
- Un caso per due - serie TV, 2 episodi (1982-1991)
- Kontakt bitte... – serie TV (1983)
- Tiefe Wasser – miniserie TV (1983)
- Déjà vu, oder Die gebändigte Geliebte - film TV (1984)
- Oliver Maass - serie TV, 3 episodi (1985) - Michael Maas
- Il commissario Köster/Il commissario Kress - serie TV, 2 episodi (1985-1990)
- Tatort - serie TV, 18 episodi (1985-2010)
- La clinica della Foresta Nera - serie TV, 2 episodi (1986)
- L'ispettore Derrick - serie TV, ep. 14x04, regia di Horst Tappert (1987)
- Stahlkammer Zürich - serie TV, 18 episodi (1987)
- L'ispettore Derrick - serie TV, ep. 14x11, regia di Franz-Peter Wirth (1987)
- Oh Gott, Herr Pfarrer - serie TV, 13 episodi (1988)
- Ein heikler Fall - serie TV, 1 episodio (1989)
- Das Nest - serie TV, 1 episodio (1989)
- Die Männer vom K3 - serie TV, 1 episodio (1989)
- La casa del guardaboschi - serie TV, 3 episodi (1989)
- Das Milliardenspiel - miniserie TV (1989)
- Insel der Träume - serie TV, 1 episodio (1990)
- Ich will leben - film TV (1990)
- Eine Dame mit Herz, teils bitter, teils süß - film TV (1991)
- Berlin Lady - miniserie TV (1991)
- Gesucht wird Ricki Forster - miniserie TV (1991)
- Buongiorno professore! - serie TV, 71 episodi (1991-1999)
- Un medico tra le nuvole (Der Bergdoktor) - serie TV, 1 episodio (1993)
- Ein Mann für meine Frau - film TV (1993)
- Zu Fuß und ohne Geld - serie TV (1995)
- Storia di Chiara - film TV (1995)
- Coswig und Sohn - film TV (1995)
- Der Kapitän - serie TV, 9 episodi (1997-2009)
- Ich bin kein Mann für eine Frau - film TV (1999)
- Alphateam - Die Lebensretter im OP - serie TV, 1 episodio (1999)
- All'ombra del passato (Ein Mann gibt nicht auf) - film TV (2000)
- Qualcuno da amare - film TV (2000)
- Dov'è mio figlio, regia di Lucio Gaudino – film TV (2000)
- Die Affäre Semmeling - miniserie TV, 6 episodi (2002)
- Nicht ohne deine Liebe - film TV (2002)
- Küss mich, Kanzler! - film TV (2004)
- Kanzleramt - serie TV (2005)
- Afrika, mon amour - miniserie TV (2007)
- Una sorpresa di troppo - film TV (2010)
- Nord Nord Mord - film TV (2011)
- Engel der Gerechtigkeit - film TV (2011)
- Nord Nord Mord - serie TV, 8 episodi (2011-2018)
- Der Fall Jakob von Metzler - film TV (2013)
- Tod in den Bergen - film TV (2013)
- Engel der Gerechtigkeit: Ärztepfusch - film TV (2013)
- Engel der Gerechtigkeit: Kopfgeld - film TV (2013)
- Alles muss raus - miniserie TV (2014)

## Doppiatori italiani
- Massimo Lodolo in All'ombra del passato

## Premi e nomination (lista parziale)
- 1989: Goldene Kamera come miglior attore tedesco per il ruolo di Padre Wiegandt nella serie televisiva Oh Gott, Herr Pfarrer[5].
- 1993: Premio TeleStar per il ruolo di Markus Paul Specht nella serie televisiva Buongiorno professore![5].
- 2013: Nomination al Deutscher Fernsehpreis per il ruolo di Wolfgang Daschner nel film TV Der Fall Jakob von Metzler[5].
- 2013: Bayerischer Filmpreis come miglior attore in un film TV per il ruolo di Wolfgang Daschner nel film TV Der Fall Jakob von Metzler[5].
- 2013: Premio Adolf Grimme per il film TV Der Fall Jakob von Metzler (condiviso con regista e sceneggiatore)[5].